# Herzog von Lesparre
Die Herrschaft bzw. das spätere Herzogtum Lesparre waren eine der wichtigsten Seigneurien in Aquitanien neben der Herrschaft Albret und dem Captalat de Buch. Sie lag am linken Ufer der Gironde nordwestlich von Bordeaux, Hauptort war das heutige Lesparre-Médoc.
1739 wurde Antoine de Gramont (1722–1801), Comte de Lescun et de Lesparre, zum Duc de Lesparre erhoben. Der Titel wird im Haus Gramont noch heute geführt.

## Herren von Lesparre
- Gaucelm, 1100 bezeugt
- Gombaud Gauceln, 1100 bezeugt, dessen Sohn
- Raymond Gombaud († vor 1100), dessen Sohn
- Piere Gombaud de Lesparre († nach 1100), dessen Bruder
- Gombaud Raymond de Lesparre, Sohn von Raymond Gombaud
- Raymond de Lesparre, dessen Bruder

- Ayquelm-Guilhem (I.) de Lesparre († nach 1130), Seigneur de Lesparre
  - Senebrun (I.) le Vieux de Lesparre († nach 1175)
- Ayquelm Guilhem (II.) de Lesparre († nach 1195), Seigneur de Lesparre
  - Senebrun (II.) de Lesparre († nach 1195), dessen Bruder
- Senebrun (III.) de Lesparre († 1242), Seigneur de Lesparre, Sohn von Ayquelm Guilhelm (II.); ⚭ Mathilde de Tonnay-Charente, Tochter von Geoffroy (II.), Seigneur de Tonnay-Charente
- Ayquelm Guilhem (III.) († wohl 1256/59) Seigneur de Lesparre, deren Sohn; ⚭ Mathe de Bordeaux († nach 1281), Tochter von Pierre de Bordeaux, Captal de Buch, und NN de Rançon
  - Arnaud Ayquelm de Lesparre († vor 1256), dessen Sohn
- Senebrun (IV.) de Lesparre († 1282), Seigneur de Lesparre, Bruder von Ayquelm Guilhem (III.); ⚭ (1) (Agnes) de Mirambeau; ⚭ (2) Agnes de Gabarret († nach 1282), Tochter von Pierre, Seigneur de Gabarret
- Ayquelm Guilhem (IV.) de Lesparrre († wohl 1287), Seigneur de Lesparre, dessen Sohn; ⚭ Rose de Bourg († nach 1326), Dame de Verteuil et de Vayres, Tochter von Gérard de Bourg, Seigneur de Verteuil et de Vayres, und Thomasse Gombaut de Veyres, sie heiratete in zweiter Ehe Amanieu (VII.), Seigneur d’Albret
  - Senebrun (V.) de Lesparre († nach 1282), dessen Bruder
- Ayquelm Guilhem (V.) de Lesparrre († 1324), Seigneur de Lesparrre, Sohn von Ayquelm Guilhem (IV.); ⚭ Marguerite de Castillon, Tochter von Pons, Vicomte de Castillon
- Senebrun (VI.) de Lesparrre († wohl 1362), Seigneur de Lesparre, deren Sohn; ⚭ Jeanne de Périgord, Tochter wohl von Hélie (IX.) Talleyrand, Comte de Périgord und Brunissende de Foix (Haus Périgord)
- Ayquelm Guilhem de Lesparre († nach 1357), dessen Sohn
- Florimont de Lesparre († nach 1394), Seigneur de Lesparre, dessen Bruder; ⚭ Marguerite d’Astarac, Tochter von Centule (IV.), Comte d’Astarac, und Mathe de Fézensaguet
- NN, dessen Tochter; ⚭ NN Seigneur de Madaillan
- Guilhelm Amanieu de Madailhan († vor 1415), Seigneur de Madaillan et de Lesparre, Gouverneur und Bürgermeister von Bordeaux, deren Sohn; ⚭ Jeanne d’Armagnac († nach 1415), Tochter von Jean (III.), Comte d’Armagnac und Marguerite de Comminges (Haus Lomagne)
- NN Lesparre de La Barde, dessen Vetter, der Lesparre an den König von England verkauft
  - Bertrand de Montferrand; ⚭ Marguerite d’Astarac, Tochter von Jean (I.), Comte d’Astarac, und Maubrosse de La Barthe
- Pierre de Montferrand († hingerichtet 1454), Seigneur de Lesparre, deren Sohn; ⚭ Mary († nach 1457), uneheliche Tochter von John of Lancaster, 1. Duke of Bedford

- Gaillard (IV.) de Durfort († 1481), erhielt 1473 Lesparre vom englischen König Eduard IV., symbolisch, da dieser nicht mehr über die Macht in der Gascogne verfügte.

- Arnaud-Amanieu d’Albret († 1463) Baron de Lesparre etc. (Haus Albret); ⚭ Isabelle de la Tour († 1488), Tochter von Bertrand V. de la Tour, Graf von Auvergne und Boulogne (Haus La Tour d’Auvergne)
- Jean d’Albret († 1524), Sire d’Orval, Baron de Lesparre, 1491 Graf von Rethel, 1488 Graf von Dreux, deren Sohn; ⚭ Charlotte de Bourgogne, 1491 Comtesse de Rethel, † 1500, Tochter von Jean, Graf von Nevers und Rethel (Haus Burgund)

### Haus Gramont
- Antoine III. de Gramont (1604–1678), Duc de Gramont, Sire de Lesparre
- Antoine IV. Charles de Gramont (1641–1720), Duc de Gramont, Sire de Lesparre
- Antoine V. de Gramont (1671–1725), Duc de Gramont, Sire de Lesparre
- Louis Antoine VI. Armand de Gramont (1688–1741), Duc de Gramont, Sire de Lesparre
- Louis de Gramont (1689–1745), Duc de Gramont, Sire de Lesparre

## Herzöge von Lesparre
- Antoine de Gramont (1722–1801), Comte de Lescun et de Lesparre, 1739 1. Duc de Lesparre, Duc de Gramont
- Louis-Antoine de Gramont (1746–1790), sein Sohn, Comte de Guiche, 2. Duc de Lesparre
- Auguste de Gramont (1820–1877), 3. Duc de  Lesparre, jüngerer Sohn von Héraclius de Gramont, 9. Duc de Gramont
- Armand de Gramont (1854–1931), 4. Duc de  Lesparre
- Antoine de Gramont-Lesparre (1889–1971), 5. Duc de Lesparre
- Arnaud de Gramont (1928–1982), sein Sohn, 6. Duc de Lesparre
- Aimery de Gramont (1953–), sein Sohn, 7. Duc de Lesparre
- Armand de Gramont (1977–), sein Sohn